# Доробанцу (комуна, Келераш)
Доробанцу (рум. Dorobanțu) — комуна у повіті Келераш в Румунії. До складу комуни входять такі села (дані про населення за 2002 рік):
- Бошнягу (524 особи)
- Верешть (1233 особи)
- Доробанцу (1724 особи)

Комуна розташована на відстані 72 км на схід від Бухареста, 29 км на захід від Келераші, 134 км на захід від Констанци.

## Населення
За даними перепису населення 2002 року у комуні проживала 3481 особа.
Національний склад населення комуни:
| Національність | Кількість осіб | Відсоток |
| -------------- | -------------- | -------- |
| румуни         | 3452           | 99,2%    |
| цигани         | 29             | 0,8%     |

Рідною мовою назвали:
| Мова      | Кількість осіб | Відсоток |
| --------- | -------------- | -------- |
| румунська | 3468           | 99,6%    |
| циганська | 13             | 0,4%     |

Склад населення комуни за віросповіданням:
| Релігія       | Кількість осіб | Відсоток |
| ------------- | -------------- | -------- |
| православні   | 3473           | 99,8%    |
| п'ятдесятники | 6              | 0,2%     |
| реформати     | 1              | < 0,1%   |
| адвентисти    | 1              | < 0,1%   |

## Зовнішні посилання
- Дані про комуну Доробанцу на сайті Ghidul Primăriilor